# Bananspindling
Bananspindling (Cortinarius nanceiensis) är en svampart som beskrevs av Maire 1911. Bananspindling ingår i släktet Cortinarius och familjen spindlingar.  Arten är reproducerande i Sverige. Inga underarter finns listade i Catalogue of Life.
I den svenska databasen Dyntaxa används istället namnet Cortinarius aurilicis för samma taxon.  Arten är reproducerande i Sverige.